# ژیلینا
ژیلینا (به آلمانی: Sillein) با جمعیت ۸۵٬۳۰۲ در منطقه ژیلینا، اسلواکی واقع شده‌است.